# 헤젤 굿맨
헤이젤 굿맨(Hazelle Goodman, 1959년 2월 16일 ~ )은 미국의 배우이다.
트리니다드 토바고에서 태어났다.

## 출연 작품

### 영화
- Sounds from a Town I Love (2001) - 단편
- Brooklyn Love Stories (2019)